# Calycopis torqueor
Calycopis torqueor är en fjärilsart som beskrevs av Druce 1907. Calycopis torqueor ingår i släktet Calycopis och familjen juvelvingar. Inga underarter finns listade i Catalogue of Life.